# Alain Le Gall
Alain Le Gall (mort en 1352) est un ecclésiastique breton qui fut évêque de Cornouaille de 1335 à 1352.

## Biographie
Alain  Le Gall, ou en breton An Gall, originaire de la paroisse de Riec, serait le fils et homonyme d'Alain Le Gall et de son épouse peut-être issue du lignage des seigneurs de Léon.
Chanoine et chantre de Quimper, il devient évéque de Cornouaille à la mort d'Alain Gontier. L'année suivante, il dote la cathédrale de la Chapelle de Notre-Dame et de Saint Corentin. Lors de la Guerre de Succession de Bretagne, il est comme l'évêque de Vannes Geoffroy de Saint-Guen, un  partisan de Jean de Montfort et de Jeanne de Flandre et il prête serment au roi d'Édouard III d'Angleterre lorsque ce dernier débarque à Brest en mai 1342. L'année suivante, ce même monarque le félicite avec les autres partisans pour l'aide qu'il apporte à la cause de Montfort. Après la prise de Quimper en mai 1344, il est contraint de se rapprocher du parti de Charles de Blois et quand il meurt, le pape Innocent VI le remplace le 3 octobre 1352 par un autre bas-breton Geoffroy de Coëtmoisan, abbé bénédictin de l'abbaye Saint-Pierre de la Couture au Mans.